# Hart Crane
 (septembre 2014).
Si vous disposez d'ouvrages ou d'articles de référence ou si vous connaissez des sites web de qualité traitant du thème abordé ici, merci de compléter l'article en donnant les références utiles à sa vérifiabilité et en les liant à la section « Notes et références ».
Pour les articles homonymes, voir Hart et Crane.
Harold Hart Crane, dit Hart Crane, né le 21 juillet 1899 à Garrettsville, dans le comté de Portage (Ohio), et mort le 27 avril 1932 au large du Golfe du Mexique, est un poète américain caractéristique du mouvement moderniste qui bouleversa le monde littéraire anglo-saxon dans les premières décennies du XXe siècle. Trouvant dans la poésie de T. S. Eliot une source tant d’inspiration que de provocation, il se démarque cependant de la vision pessimiste et ironique de ce dernier. Hart Crane écrit une poésie traditionnelle dans la forme, recourant à un vocabulaire archaïque et difficile. Même si sa poésie fut souvent critiquée du fait de son abord difficile, notamment par l’emploi d’images foisonnantes et d’une langue ardue, Hart Crane s’est révélé être l’un des poètes les plus influents de sa génération.

## Biographie
Hart Crane est né en 1899 dans le village de Garretsville, dans l’Ohio. Son père n’est autre que Clarence Hart, un confiseur qui fit fortune en inventant et en commercialisant les bonbons Life Savers. Les parents du poète, régulièrement en conflit, divorcent en 1916. Très rapidement après, il quitte la scolarité et s’installe à New York. Entre 1917 et 1924, il voyagera entre New York et Cleveland, travaillant à la fois comme rédacteur pour subvenir à ses besoins à New York, et comme employé dans l’entreprise de son père lorsqu’il se trouve à court d’argent.
D’après les lettres de Hart Crane, il apparaît que c’est à New York qu’il se sent le plus chez lui, et c’est dans cette ville qu’il écrit la majeure partie de ses poèmes. Hart Crane est homosexuel. À vingt-quatre ans, il tombe amoureux d'Emil Opffer, un marin qui lui inspire son cycle de poèmes intitulé Voyages. Celui-ci couronne son premier recueil White Buildings. À la parution du livre, Hart Crane est d'emblée salué comme une voix majeure du modernisme américain.
À côté de Key West, recueil posthume prenant appui sur un séjour aux Caraïbes, The Bridge constitue son œuvre majeure : il s’agit d’un vaste poème épique retraçant le mythe de l'Amérique du Nord à travers une grande variété d'époques et de styles. La vision du poète est moins historique que métaphysique. Dans une lettre, il évoque son émerveillement pour le pont de Brooklyn et pour la technique moderne qui a permis sa construction, ce pont symbolisant le lien entre l’ancien et le nouveau, entre le divin et le quotidien. Ce livre rêvé depuis ses dix-sept ans, sur lequel il travaille pendant plus de cinq ans, a d'abord été publié à Paris, en 1930, puis à New York.
Cependant, Hart Crane écrit de moins en moins. Alcoolique, tracassé par des soucis financiers constants, il ne retire que peu de fruit d'un séjour au Mexique financé par la fondation Guggenheim. Il se suicide le 27 avril 1932 en se jetant du pont d’un paquebot dans la mer des Caraïbes. Ses dernières paroles furent : « Goodbye, everybody ! »

## Influences
Il a influencé plus de deux générations d’écrivains, parmi lesquels on trouve John Berryman, Jack Kerouac, Frank O'Hara, Marianne Moore, Jack Spicer & Robert Lowell.
Il a inspiré des œuvres de peintres comme Jasper Johns & Marsden Hartley (1877-1943).
Elliott Carter a composé le morceau A Symphony for Three Orchestras d’après The Bridge ainsi qu'une chanson fondée sur le troisième poème de "Voyages". Le titre du ballet de Aaron Copland, Appalachian Spring provient d'un vers de "The Dance", inclus dans The Bridge. Cette dernière œuvre a été citée par David Bowie dans sa liste des cent ouvrages qu'il préférait.
Hart Crane lui-même était un grand admirateur de Rimbaud, et avait placé une citation des Illuminations en épigraphe à son premier recueil, White Buildings (1926) : "Ce ne peut être que la fin du monde, en avançant". Les poètes élisabéthains, Walt Whitman, Emily Dickinson, T. S. Eliot, Herman Melville, Jules Laforgue, comptent parmi ses écrivains préférés.
Il existe beaucoup de livres sur sa vie et son œuvre.

## Œuvre

### Poésie et correspondance
- White Buildings (1926)  (ISBN 0871401797)
- The Bridge (1930)  (ISBN 0871400251) Le Pont, traduit par F. Tétreau, Obsidiane, postface de François Boddaert, 1987 Le Pont, traduit par Thierry Gillybœuf, Éditions de la Nerthe, 2014
- The Complete Poems and Selected Letters and Prose (1966)
- O My Land, My Friends: The Selected Letters of Hart Crane (1997)
- The Complete Poems of Hart Crane (The Centennial edition), édité par Marc Simon, avec une introduction de Harold Bloom, New York, Liveright, 2001.
- Hart Crane: Complete Poems and Selected Letters, édité par Langdon Hammer, New York, the Library of America, 2006.
- Hart Crane, L'Œuvre poétique, traduit de l'américain, annoté et présenté par Hoa Hoï Vuong, édition intégrale bilingue américain-français, Éditions Arfuyen, coll. « Neige », Paris-Orbey, 2015

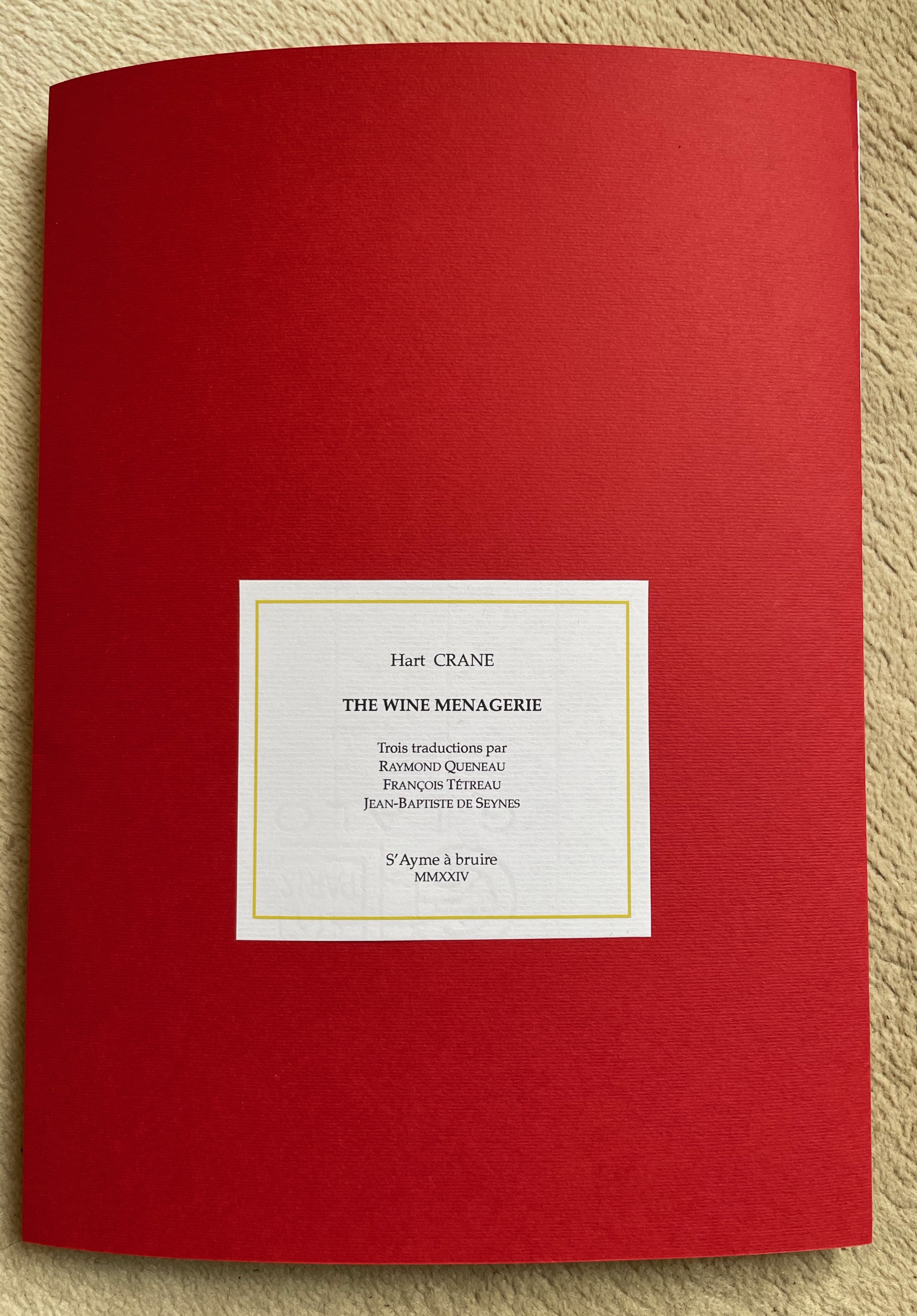
The Wine Menagerie, S'Ayme à bruire, 2024.

- The Wine Menagerie, S'Ayme à bruire, 2024.The Wine Menagerie, avec trois traductions par Raymond Queneau, François Tétreau et Jean-Baptiste de Seynes, S'Ayme à bruire, 2024, tirage limité.
- Hart Crane, Bâtiments blancs, traduit de l'américain, annoté et présenté par Chantal Bizzini, édition bilingue américain-français, accompagnée de 11 photographies dont 5 d'Alfred Stieglitz et 6 de Walker Evans, Éditions La rumeur libre, coll. « La Bibliothèque », Sainte-Colombe-sur-Gand, 2024

### Anthologie en langue française
- Key West et autres poèmes, traduit de l'anglais par François Tétreau, présenté par François Boddaert, Éditions de la Différence, coll. « Orphée », Paris, 1989